# László Fábián (Kanute)
László Fábián (* 10. Juli 1936 in Budapest; † 10. August 2018) war ein ungarischer Kanute.

## Karriere
Er wurde 1956 bei den Olympischen Spielen in Melbourne zusammen mit János Urányi Olympiasieger im Zweier-Kajak über 10.000 Meter. Zweite wurden die deutschen Fritz Briel und Theo Kleine. Fabian gewann auch bei Kanu-Weltmeisterschaften vier Goldmedaillen und eine Silbermedaille im Zweier- und Vierer-Kajak, jeweils über 10.000 Meter.
Er war mit der Kanutin Katalin Rozsnyói verheiratet.